# スマプロ!
スマプロ！（SMAPRO!）は、「アミファエンターテイメント」に所属する12人組アイドルグループ。2019年9月5日にオフィシャルカレンダーで全国デビューした。グループ名『SMAPRO!』は「We are smile producers!」から来ており、HAPPYと元気を届けることを目標に活動している。グループを指す言葉には他に"カレンダーアイドル"、"百均アイドル"、"セリアイドル"などがある。
公式デビュー当時は情報がほとんどなく、関連グッズもカレンダーのみであった（後述）。そのため大元である株式会社amifaのIR情報や決算資料から情報を得るのが主流であり、これについては2021年6月現在も変わらない。

## メンバー
王春刹騎（Ohshun Setsuki）
誕生日：1月1日 / やぎ座 / 年齢：不詳 / 身長：225cm / 体重：121kg / 好きな食べ物：酒 / 趣味：読書（歴史物） / 好きなこと：ボードゲーム、トレイルランニング / 担当カラー：パープル（ペンライト：紫）
誰からも頼りにされる、グループのリーダー。思いやりがあり、冷静な判断もできる頼れる漢。その判断力から、グループ運営にも関わっている。自分のことはあまり語らずミステリアスな面が多い。低音ボイスでハモリ担当。
野菜や果物を自家栽培している。自家栽培したものはメンバーに差し入れする時もある。山が好きで五十嵐とは一緒に登山に行ったことがある。トリートメントについて鳴神に尋ねるなど拘りのある一面も。酒の中でも特に日本酒が好き。五十嵐と登山に行ったり、二之宮とゲームしたり、赤熊と筋トレするなどメンバーとの交流は多く、体調を気遣うなど周りをよく見ている。メンバーからはリーダーと呼ばれている。
二之宮真白（Ninomiya Mashiro）
誕生日：2月14日 / みずがめ座 / 年齢：20歳 / 身長：175cm / 体重：59kg / 好きな食べ物：特になくサプリメントを愛用している / 趣味：ゲーム、映画鑑賞 / 好きなこと：ゲーム、一人で過ごす / 担当カラー：ホワイト（ペンライト：白）
落ち着いていて外面はいいが腹黒い、根暗、マイナス思考。生粋のゲーマーでよく世界対戦をやっている。器用で、ダンスも歌も何回か練習すれば出来るようになる。ゲームにもパフォーマンスにも完璧を求める。誕生日が2月14日であることを本人は嫌がっている。
卯崎とのゲーム対戦で負けて泣いてしまったことがある。オフの日は家にいることが多くインドア派。赤熊に服を借りたことがあるが、本人はオシャレには疎い。メンバーで行った花見ではお酒を嗜んだ。言葉の端々や態度から一見やる気が無さそうに見えるが、根は真面目である。王春とは一緒にゲームや筋トレをするなど心を開いており、尊敬している。
三波和臣（Minami Kazuomi）
誕生日：3月20日 / うお座 / 年齢：21歳 / 身長：170cm / 体重：62kg / 好きな食べ物：ハンバーガーとコーラ / 趣味：洋服を買いに行くこと / 好きなこと：ミュージカル、舞台、ダンス、人を笑顔にすること / 担当カラー：ブルー（ペンライト：アメリカンブルー）
いつも元気で周囲を明るくしている。卯崎と仲が良い。ダンスが上手く、バレエやタップダンスの経験もある。
スマプロ！にはオーディションで選ばれた。スポーティーなファッションやアウトドア系が好きで、十二夜とはスニーカー仲間。高校時代はスニーカーを買うためにアルバイトを頑張っていた。卯崎とはオフの日も一緒に過ごすことが多く、プレゼントでもらったうさぎのキーホルダーをバッグに付けている。七奈也とはよく一緒に練習している。仲の良い姉がおり二人で出かけることもある。実家組で卯崎とは隣同士に住んでいる。アメリカに留学していたことがあり、当時観ていたショーのパンフレットがお気に入り。
卯崎あきら（Usaki Akira）
誕生日：4月17日 / おひつじ座 / 年齢：16歳 / 身長：153cm / 体重：50kg / 好きな食べ物：激辛ラーメン / 趣味：お菓子作り、うさぎグッズ集め / 好きなこと：みんな、うさちゃん、ジェットコースター / 担当カラー：ピンク（ペンライト：うさちゃんぴんく）
見た目は童顔で女の子に間違われるほど。メンバーにも可愛がられる存在で純粋無垢。三波と仲が良い。小柄を生かしたアクロバットなダンスが得意。
趣味のお菓子作りはあまり得意ではないが九家に手伝ってもらい上達してきている。スマプロ！にはオーディションで選ばれた。実家組である。メンバーとの交流が多く仲が良い。オシャレでネイルをすることもある。五十嵐と同じ高校に通っている。中学はセーラー服だったが高校の制服はブレザーで、本人曰く「大人になったようで楽しみ」とのこと。文章を書くときは文末にうさぎの絵文字を用いることが多く、3連続で並べる特徴がある。
五十嵐凪（Igarashi Nagi）
誕生日：5月6日 / おうし座 / 年齢：18歳 / 身長：178cm / 体重：64kg / 好きな食べ物：和食 / 趣味：登山 / 好きなこと：猫、スポーツ全般 / 担当カラー：ライトブルー（ペンライト：ライトブルー）
弓道男子。クール&ストイックで集中すると周りが見えなくなるタイプ。九家には特に心を開いており、世話を焼かれても怒ったりしない。運動神経がいいのだがダンスは固くなりがち。歌はあまり得意ではない。
社宅組である。猫を飼っており、卯崎と買い物に行った際に猫柄の靴下を購入するなど猫が好き。猫用のおやつを作ってあげたりもしている。高校では弓道部に所属している。京都出身。和装が好きで初詣でも着ており、着付けも自分でこなす。卯崎とは買い物に出かける他、オンライン上での交流もある。九家には料理を振舞われている。王春とは登山に行ったりしている。
鳴神煌（Narukami Koh）
誕生日：6月11日 / ふたご座 / 年齢：28歳 / 身長：181cm / 体重：71kg / 好きな食べ物：ペペロンチーノ、レモンティー / 趣味：フットサル / 好きなこと：人のヘアアレンジ、みんなの笑顔 / 担当カラー：イエロー（ペンライト：スターイエロー）
イケメンなのに3枚目キャラ、要素が多い、いじられキャラ。見ている人をイラっとさせるが大体許される。カリスマ性があり、ファンも多い。目立つのでセンター役が多くソロパートもこなせるが、よくふざける。美容師免許を持っている。
ファンの呼び方は性別問わずスマイルプリンセスで、この呼び方がファンの間ではファンの総称として浸透している。ユニット時代のことも大切にしている。弟がいる。社宅組である。部屋にはクッションが多く、美容師時代に練習していたマネキンも複数置いてある。自分のことを紹介する際に、頭に「スマプロ1の」と付ける。ファンに対してもメンバーに対してもフランクに接する。文章を書くときは文末に星の絵文字を用いることが多い。
赤熊七奈也（Akakuma Nanaya）
誕生日：7月7日 / かに座 / 年齢：19歳 / 身長：180cm / 体重：69kg / 好きな食べ物：コンビニスイーツ / 趣味：軽い筋トレ / 好きなこと：さつまいものお菓子、高所、誰かと一緒に何かをやること / 担当カラー：レッド（ペンライト：ウルトラレッド）
ヤンキーでおバカ。強がっているものの、ちょっと泣き虫。ツンデレだが、本当は優しい一面もある努力家。八重歯がチャームポイント。ダンスも歌もそれほど得意ではないが、ちゃんと練習して身につけるタイプ。度胸はある。
趣味の筋トレは音楽を聴きながら軽くやる程度。社宅組である。高校時代は帰宅部（高校は2020年3月に無事卒業している）。たまに方言が出る。二之宮に服を貸したことがある。今は原付に乗っているが、自動二輪免許を取ろうと意気込んでいる。
バドゥル（Badur）
誕生日：8月8日 / しし座 / 年齢：24歳 / 身長：190cm / 体重：83kg / 好きな食べ物：赤身のステーキ / 趣味：筋トレ、ペットを飼うこと / 好きなこと：動物たちとの触れ合い、美しい物事 / 担当カラー：ゴールド（ペンライト：ルナティックゴールド）
日本人とアラブ人のハーフ。中東出身で、世界トップクラスの財力を持つ某国の王の三男。歌もダンスもそつなくこなす。1番が好きなので鳴神とセンター争いをしている。希少なペットを飼うことが好きで、特にお気に入りはホワイトライオン（2頭飼っている）。
ファンの呼び方は小猫ちゃん。ハーフだが日本語を話しているところを目撃されたことはなく、SNSなども全てアラビア語を用いる。傍に執事がおり、時たま翻訳者として活躍する。メンバーのことは宝石名のあだ名をつけて呼んでいる。ワンルームの社宅に始めて案内された時は少々驚いたそうだが、現在はワンフロア全てを買い取り改築済みとのこと。十二夜の母親にブリザードフラワーをプレゼントする、卯崎をパティスリーに連れて行くなど気遣いが優れている一面もある。
九家・エドワード・千秋（Kuge Edward Chiaki）
誕生日：9月18日 / おとめ座 / 年齢：31歳 / 身長：178cm / 体重：71kg / 好きな食べ物：お茶漬け、ぬか漬け / 趣味：料理、ウィシュランガイドを見ること、裁縫 / 好きなこと：ゆっくりとした時間 / 担当カラー：ブルーグリーン（ペンライト：シュガーミント）
世話焼きビジネスオネエ（話し方が女っぽいのでキャラを作っている）。常識人で、ティーン組の面倒を見ている。五十嵐によく世話を焼く。歌うのが好き。手先が器用なのでメンバーの衣装を直したりアレンジしたりしている。
双子の姉と15歳下の弟がいる。社宅組である。部屋は片付いているが、トルソーが増えて少し賑やかになった。家で料理を振舞うことが多く、冬場は鍋パーティーでメンバーが集まる。紅茶がお気に入りでよく家で飲む。文章を書くときは文末にハートの記号を用いることが多い。
十守時雨（Togami Shigure）
誕生日：10月13日 / てんびん座 / 年齢：43歳 / 身長：188cm / 体重：77kg / 好きな食べ物：スイーツ（特にドーナツ） / 趣味：トランペット、ジャズバーに行くこと、十二夜とツーリングをすること、五十嵐と登山をすること、その他趣味あり / 好きなこと：スイーツ巡り / 担当カラー：オレンジ（ペンライト：オレンジジュース）
穏やかでちょっとドジなおじさん。周りが年下ばかりなので一歩引いてしまうところがあるが、アイドルは真剣にやろうと決めている。酒に弱く、体型を気にしている。ダンスも歌もみんなについていけるように努力している。
使用する単語がたまに古いため、ティーン組にはたまに通じないことがある。バイクに乗っており十二夜とはツーリング仲間である。家で猫を飼っている。
竜潜月諒（Ryusengetdu Kyo）
誕生日：11月22日 / さそり座 / 年齢：22歳 / 身長：178cm / 体重：62kg / 好きな食べ物：飛竜頭（がんもどき）、ドラゴンロール / 趣味：ヒップホップ、眼帯の手入れ / 好きなこと：堕天使（ファンの名称）に声援をもらっているとき / 担当カラー：ガンメタルグレー（ペンライト：闇黒色（ダークアンブラ））
いつも眼帯をつけている厨二病。眼帯を取るとドSになる（自分設定）が、うっかりドS設定を忘れたりする。自信家でプライドが高いうえ、マイルールが多い。マイブームでヒップホップを練習しているので、ラップパートがあれば率先してやりたがる。
ファンの呼び方は堕天使。よく独自の言葉で話すのでさとうPの翻訳が入る。メンバーのことはあだ名で呼ぶ。最近は寝起きのストレッチがお気に入り。
十二夜小太郎（Juuniya Kotaro）
誕生日：12月12日 / いて座 / 年齢:25歳 / 身長：191cm / 体重：81kg / 好きな食べ物：ラーメンとハンバーグ / 趣味：バイク、ギター / 好きなこと：バイク、ギター、スケボー、自転車、食べること / 担当カラー：イエローグリーン（ペンライト：グリーンピース）
穏やかで優しい性格。裕福な家の都会育ちで姉と妹がいる。天然で不思議な言動がある。何となくで様になってしまうのでレッスンではあまり怒られないが、ちゃんと練習する。
スマプロ！には姉が勝手に応募しており、事務所から二次審査の通過報告を受け初めて知った。姉は五十嵐凪のファンである。実家組であるが、バドゥルの執事が作るハンバーグが好物でしょっちゅうマンションに遊びに行っている。趣味のギターは4本所有しており、一番のお気に入りは祖父から受け継いだアコースティックギターである。メンバーからはよく「犬みたい」と言われる。家で犬を飼っており名前はチロ。スケボーや自転車には小学生の頃からハマっておりアクティブである。食べることが好きでかなりの大食い。文章を書くときは文末に絵文字を用いることが多い。

## ストーリー
スマプロ！としての活動以前は五十嵐、九家、鳴神のユニットで活動していたが、温和さが影響したのか中々開花することがなかった。
そこで一念発起し、新メンバーとして9人を加え「スマプロ！」として再始動。偶然にも誕生日が全員別れた月となっており、それぞれが誕生月を担当している。この事から最初の依頼がカレンダー企画となった。グループ内でのルールは特にないが王春曰く「ファンの皆が笑顔になれるように俺たちも笑顔で」とのことである。実家組と社宅組がいる。また、年齢については公式で年齢の上がる仕組みを取っている。そのため、例えば卯崎は2020年4月には中学を卒業し、五十嵐と同じ高校へ進学している。
公式HPではメンバーの誕生日が過ぎると年齢が変更されるなど細かな設定がされている。HPの他に公式SNSも開設されている。

## 関連グッズ
最初に登場したのは2019年9月5日発売の2020年卓上オフィシャルカレンダー（販売元は百円ショップSeria）である。
同日にSNSも開設している。SNSではメンバーに加え、グループのプロデューサーであるさとうP、バドゥルの御付きの執事が翻訳で度々登場する。日々の投稿の他に、メンバーの誕生日にはお祝いの画像が投稿されたり、クリスマスやバレンタインなど季節のイベントの様子が載せられたりすることもある。また、新規書き下ろしイラストの投稿や企画の公式発表もされるなどファンを賑わせている。
オフィシャルカレンダーがSNS上で人気を集め（2020年5月現在は公式完売）、アニメージュ2019年12月号（2019年11月9日発売）で紙面デビューを飾る。以降アニメージュ2020年1月号、2020年2月号と3回連続して登場する。その後アニメージュには2020年4月号で再登場している。
2020年2月18日公式コミカライズが決定発表される（初回公開日は同年3月6日、株式会社宙出版）。当時は電子書籍のみの取り扱いとなっていたが、後に紙媒体への正式発表がされている（2020年6月22日発売）。紙媒体のコミカライズのタイトルは「スマプロ！コミックアンソロジー」。こちらは電子書籍で配信された10話に加え、コミックス限定収録の新作2話含む全12話の構成。また、表示を飾るのは公式イラストレーター：バツムラアイコ氏のフルカラーイラストで、新規衣装に身を包んだメンバー全員である。初回限定盤にはメンバーのサイン入りポストカードが特典（春組、夏組、秋組、冬組のうちいずれか1セット）となっている。
2020年5月末（公式SNSで明言されたのは5月26日）には新たに公式グッズが発売されている。グッズの内容はダイカットマスキングテープ：2種類、ペンライト型アクリルキーホルダー：12種類、ハート型缶バッジ：6種類、クリアホルダー（A4サイズクリアファイル）：4種類であり、販売元は最初のカレンダーと同じく百円ショップSeriaである。